# J/70

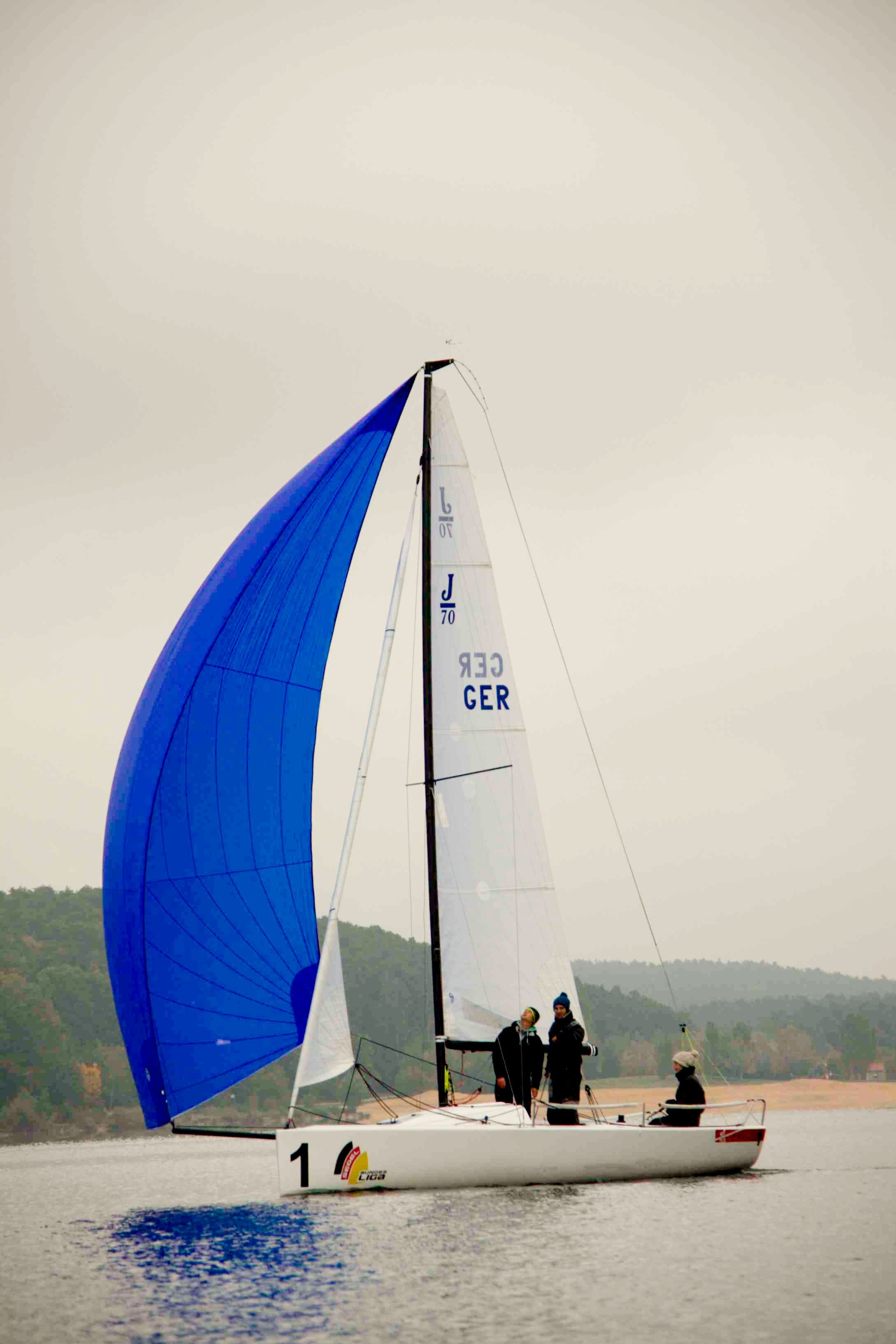
J/70 auf dem Großen Brombachsee

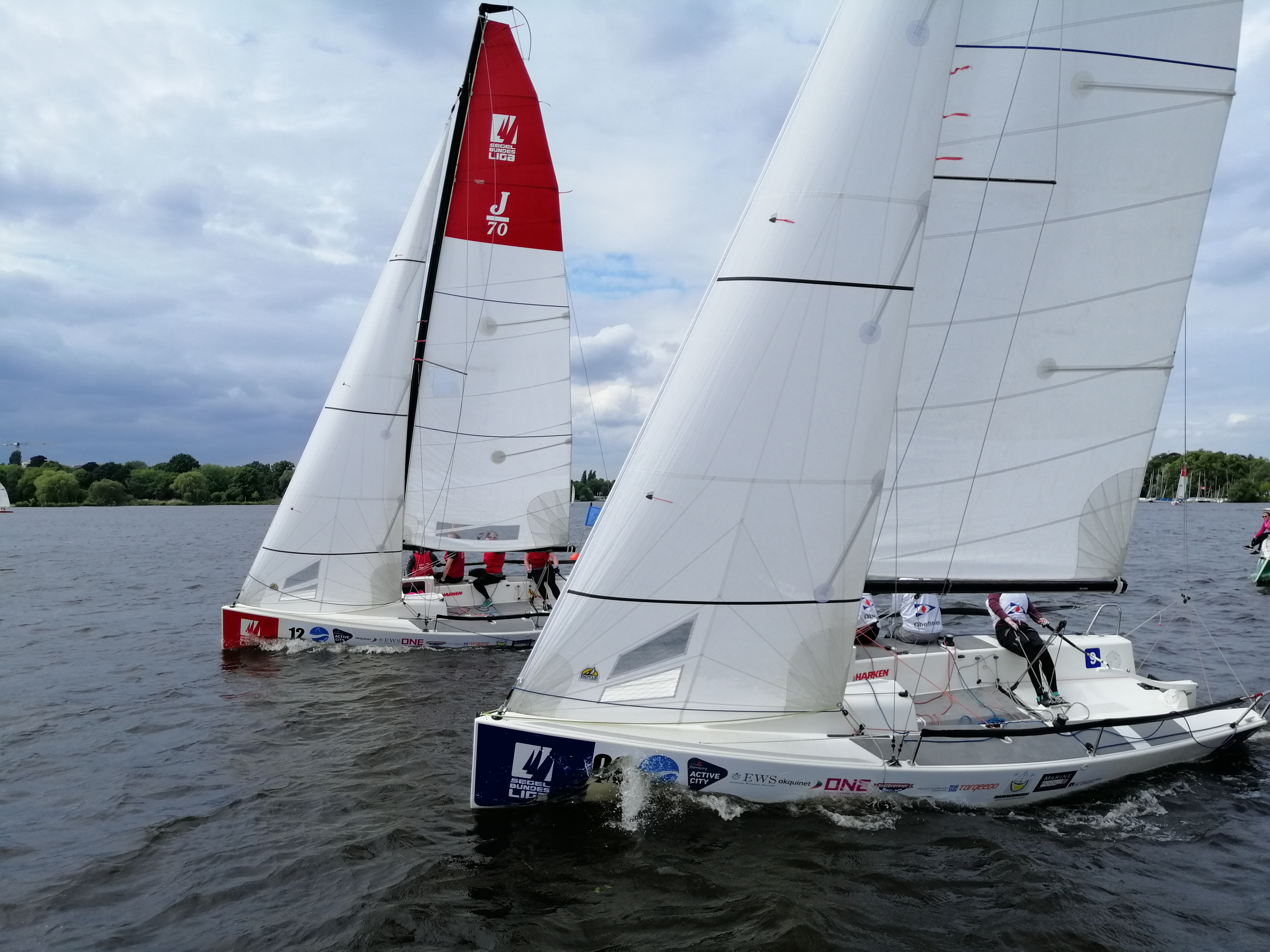
J/70 auf der Außenalster in Hamburg beim Helga Cup, 2022

Die J/70 ist ein gleitfähiges Kielboot, das als Einheitsklasse von der International Sailing Federation anerkannt ist. Es wird vor allem bei Regatten mit einer Crew von etwa vier Personen, aber auch bei Tagestörns gesegelt. Die Österreichische Segelbundesliga verwendet auch die J/70.

## Allgemeines
Die J/70 wurde von der Firma J/Boats (USA) entwickelt und wird seit 2012 vertrieben. Sie kommt auch bei wenig Wind ins Gleiten. Die Stengen einschließlich des ausfahrbaren Bugspriets werden aus Carbon gefertigt. Letzterer dient der Führung eines Gennakers. Das Cockpit nimmt mit 3,35 Metern Länge etwas weniger als die Hälfte der Rumpflänge ein. Als Motorisierung dient ein Außenbordmotor. Der L-Kiel ist aufholbar. Damit ist eine J/70 leicht mit Hilfe eines Bootstrailers über Land zu transportieren, was den Einsatz bei wechselnden Regattaeinsätzen wie der Deutschen Segel-Bundesliga sehr begünstigt.

## Regatten
Das Boot wird seit dem Jahr 2019 in der Deutschen Segel-Bundesliga sowie in der Österreichischen Segel-Bundesliga (seit 2022) sowie bei der Sailing Champions League eingesetzt. Eine weitere mit dieser Klasse ausgetragene Regatta ist der Helga Cup des NRV (seit 2018). Auch außerhalb der Europa- und Weltmeisterschaften gibt es bei Segelveranstaltungen J/70-Felder. Die wichtigsten Regatten für die Deutsche Rangliste werden durch die J/70-Klassenvereinigung auf ihrer Internetseite angekündigt.